# بوچیه (ترستنیک)
بوچیه (به صربی: Bučje) یک روستا در صربستان است که در ناحیه راسینا واقع شده‌است.